# Ragány Misa
Ragány Misa (Kisvárda, 1986. április 24. –) Magyar Bronz Érdemkereszttel kitüntetett magyar színész, énekes, művészeti menedzser, jogász, színházigazgató, producer.

## Életpályája
1998-ban kezdte pályafutását a Kisvárdai Várszínház DoktoRock Színtársulatában, amelynek a mai napig tagja. Már 13 éves korában emlékezetes alakítást nyújtott az Anna Karenina Szerjózsájaként, majd Jumurdzsák, Jose Vegas (Fame), Claude Bukowski (Hair), Malacoda (A vörös malom) és Luigi del Soro (Anconai szerelmesek) szerepeiben is láthatta a közönség. 2007-ben középdöntős volt a Magyar Televízió A Társulat című szereposztó show-műsorában. Játszott többek között a Békéscsabai Jókai Színház, a Cervinus Teátrum, a Szarvasi Vízi Színház, a Csiky Gergely Színház, a Nemzeti Színház, a RaM Colosseum, a Szegedi Nemzeti Színház, a Papp László Sportaréna, a Pesti Magyar Színház, a Veszprémi Petőfi Színház, a székesfehérvári Vörösmarty Színház, valamint a Városmajori Szabadtéri színpadán.
Középfokú tanulmányait a kisvárdai Szent László Szakközépiskolában végezte. A Szegedi Tudományegyetem Állam- és Jogtudományi Karán 2009-ben diplomázott jogászként, majd színész képesítést szerzett a Pesti Magyar Színiakadémián. Később ösztöndíjas hallgató volt Komlósi Gábor riporteriskolájában, a Komlósi Oktatási Stúdióban (KOS), itt lett 2013-ban újságíró, szerkesztő-riporter. 2018-ban művészeti menedzser diplomát szerzett a Kaposvári Egyetem Rippl-Rónai Művészeti Karán.
2014-ben szerződött a Békéscsabai Jókai Színház társulatához, amelynek markerting- és sajtófőnöke is volt. Békéscsabán prózai és zenés szerepekben is láthatta a közönség, Arany János Bolond Istókjának a címszereplője volt, míg Tamási Áron Ősvigasztalás című darabjával erdélyi turnén is részt vett. A VII. Magyar Teátrum Nyári Fesztiválon a legjobb férfi mellékszereplő díját vehette át több előadásban nyújtott alakításáért (Ármány és szerelem - Wurm, My Fair Lady - Harry); a XIV. Magyar Teátrum Nyári Fesztiválon a legjobb férfi mellékszereplő díját vehette át a Sóska, sültkrumpli című előadásban a Művész szerepének megformálásáért.
2020 tavaszán vált országosan ismertté, amikor Nagy Szilárddal átdolgozták Varga Miklós Európa című dalát Európa 2020 címmel, amely a koronavírus-járvány okozta helyzetre reagált. Később az angol nyelvű változat is elkészült Europe 2020 címmel, amelynek videoklipjében olyan ismertségek vállaltak szerepet, mint Király Gábor, Schobert Lara, Keresztes Ildikó, Szabó Péter, Kiss-B. Atilla, Varga Miklós és Mága Zoltán. 2020 augusztusában első saját daluk is megjelent Nagy Szilárddal közösen Drága Hazám címmel, amely 412 pályamű közül bejutott A Dal 2021 című műsorba.
2018 és 2021 júniusa között az Emberi Erőforrások Minisztériuma Kultúráért Felelős Államtitkársága előadó-művészeti főosztályvezetője volt.
2022. február 1-től a Soproni Petőfi Színházat és a fertőrákosi Barlangszínházat is üzemeltető Pro Kultúra Sopron Nonprofit Kft. igazgatói pozícióját töltötte be, melyről 2022. októberi 11-én lemondott.
2024-ben társproducere és egyik főszereplője volt A Kör című EDDA musicalnek, amely előadás az 50 éves Edda Művek előtti tisztelgés szándékával jött létre.

## Színházi munkái
- Szente Vajk: Aranylakodalom - Főnök (Pécsi Nemzeti Színház & Csiky Gergely Színház, rendező: Vidákovics Szláven, 2025)
- Thuróczy Katalin: Argentin tangó - Alejandro Miguel Carvallo (Cervinus Teátrum, rendező: Dósa Zsuzsa, 2025)
- Sebestyén – Müller: MÁGUS - 1920 A Káprázat születése - Jack Marino (rendező: Szabó Máté, 2025)
- Pataky – Oravecz – Gömöry: EDDA musical – A Kör - Frédi (Szigliget Várudvar, Csiky Gergely Színház, rendező: Gémes Antos, 2024)
- Egressy: Sóska, sültkrumpli - Művész (Cervinus Teátrum, rendező: Gulyás Hermann Sándor, 2024)
- Egressy – Sebestyén – Müller: Nikola Tesla – Végtelen Energia - Thomas Alva Edison (rendező: Radó Denise, 2023)
- Joe DiPietro – Jimmy Roberts: Ájlávjú - Robert, Jason, Bob, Chuck, Bemondó, Pizza szakács, Brad, Vőlegény, Frank, Tyler, Guy, Férj, Kameramann, Jim (Csiky Gergely Színház, rendező: Kéri Kitty, 2023)
- Várszegi Tibor – Szarka Gyula: Magyarpolányi Passió - Jézus (Magyarpolányi Kálvária-domb, rendező: Várszegi Tibor, 2023)
- Topolcsányi Laura – Szomor György: PETŐFiFJÚ - Petőfi Sándor (Veszprémi Petőfi Színház, rendező: Szomor György, 2023)
- Neil Simon: Furcsa pár - Félix Ungar (Cervinus Teátrum, rendező: Dósa Zsuzsa, 2021)
- Martin – Jilo – Adenberg: A kincses sziget - Louis Stevenson / Dr. Livesey / Ben Gunn (Pesti Magyar Színház, rendező: Halasi Dániel, 2021)
- Egressy – Sebestyén – Müller: Vadak Ura - Agonisz (RaM Színház, rendező: Pataki András, 2021)
- Dickens – Belinszki – Gulyás – Tatár – Varga: Twist Olivér - Koporsós (Cervinus Teátrum, rendező: Varga Viktor, 2021)
- Herczeg Ferenc: Kék róka - Trill báró (Cervinus Teátrum, rendező: Dósa Zsuzsa, felolvasó színház, 2020)
- Boldizsár – Szörényi – Bródy: István, a király - Laborc (Kisvárdai Várszínház, rendező: Puskás Tivadar, 2020)
- Várkonyi – Miklós: Sztárcsinálók - Péter apostol (PS Produkció, rendező: Szente Vajk, 2020)
- Presser – Sztevanovity D. – Horváth P.: A padlás - Herceg (Csiky Gergely Színház, rendező: Bergendi Barnabás, 2019)
- Molière: Tartuffe - Valér (Cervinus Teátrum, rendező: Varga Viktor, 2019)
- Hugo – Boublil – Schönberg: A nyomorultak - Marius (Kisvárdai Várszínház, rendező: Korcsmáros György, 2019)
- Anton Pavlovics Csehov: A dohányzás ártalmasságáról - Nyuhin Iván Ivanovics (Cervinus Teátrum, rendező: Dósa Zsuzsa, felolvasó színház, 2018)
- Anton Pavlovics Csehov: Leánykérés - Lomov (Cervinus Teátrum, rendező: Dósa Zsuzsa, felolvasó színház, 2018)
- Belinszki – Gulyás – Varga: Holle anyó - Márkó (Cervinus Teátrum, rendező: Varga Viktor, 2018)
- Peter Karvaš: Hátsó bejárat, avagy Gyönyörök kedd éjfél után - Sir Ivor (Cervinus Teátrum, rendező: Dósa Zsuzsa, felolvasó színház, 2018)
- Frederick Stroppel: Sors bolondjai - Chuck Galluccio (Cervinus Teátrum, rendező: Dósa Zsuzsa, felolvasó színház, 2018)
- Peter Karvaš: Éjféli mise - Brecker hadnagy (Szarvasi Vízi Színház, rendező: Dósa Zsuzsa, felolvasó színház, 2018)
- Alan Jay Lerner – Frederick Loewe: My Fair Lady - Harry (Békéscsabai Jókai Színház, rendező: Radó Denise, 2018)
- Székely Csaba: Bányavirág - Mihály, orvos (Cervinus Teátrum, rendező: Dósa Zsuzsa, felolvasó színház, 2018)
- Schiller – Belinszki – Gulyás – Tatár – Varga: Ármány és szerelem - Wurm (Cervinus Teátrum, rendező: Varga Viktor, 2018)
- Fenyő – Novai: Hotel Menthol - Bringa (Cervinus Teátrum, rendező: Varga Viktor, 2017)
- Tamási Áron: Ősvigasztalás - Gazsi, Védő, Csendőr (Békéscsabai Jókai Színház, rendező: Béres László, 2017)
- Belinszki – Gulyás – Varga: Csodaszarvas - Kabar (Cervinus Teátrum, rendező: Varga Viktor, 2017)
- Vajda – Valló – Fábri: Anconai szerelmesek - Luigi del Soro (Kisvárdai Várszínház, rendező: Puskás Tivadar, 2017)
- Arany János – Zalán Tibor: Bolond Istók - Bolond Istók (Békéscsabai Jókai Színház, rendező: Árkosi Árpád, 2017)
- Peter Karvaš: Szigorúan tilos! - Neoral (Cervinus Teátrum, rendező: Varga Viktor, 2017)
- Szomor – Szurdi – Valla: Diótörő és Egérkirály - Zenegér (Békéscsabai Jókai Színház, rendező: Szomor György, 2016)
- Szomor – Román: Frank Sinatra - A HANG - Nick Sevano, George Evans (RaM Colosseum, rendező: Szomor György, 2016)
- Móricz – Kocsák – Miklós: Légy jó mindhalálig - Nagy úr (Békéscsabai Jókai Színház, rendező: Seregi Zoltán, 2016)
- Bartus Gyula: Ez is negyvennyolc- Margitay tiszt (Csabagyöngye Kulturális Központ, rendező: Bartus Gyula, felolvasó színház, 2015)
- Urbán Gyula: Egerek - Soma (Békéscsabai Jókai Színház, rendező: Tóth Géza, 2015)
- Illés Zenekar – Szente Vajk: …Tied a világ! - Misa (Kisvárdai Várszínház, rendező: Nagy Sándor, 2015)
- Belinszki – Gulyás – Varga: Holle anyó - Jakup (Békéscsabai Jókai Színház, rendező: Varga Viktor, 2014)
- Bartus – Benedekfi I. – Benedekfi Z.: Lovak - Tangó (Békéscsabai Jókai Színház, rendező: Bartus Gyula, 2014)
- Molnár – Kocsák – Miklós: A vörös malom - Malacoda (Kisvárdai Várszínház, rendező: Puskás Tivadar, 2014)
- Webber – Rice: Jézus Krisztus Szupersztár - Annás (Balatonpark Fesztivál, rendező: Nagy Lóránt, 2014)
- Fenyő – Tasnádi: Made in Hungária - kis Nyírő (Kisvárdai Várszínház, rendező: Puskás Tivadar, 2013)
- Jókai – Kocsák – Miklós: Szegény gazdagok - Lapussa János (Kisvárdai Várszínház, rendező: Nagy Lóránt, 2012)
- Heym – Kemény – Kocsák – Miklós: A krónikás - Josafát kancellár (Kisvárdai Várszínház, rendező: Nagy Lóránt, 2011)
- Ragni – Rado – MacDermot: Hair - Claude Bukowski (Kisvárdai Várszínház, rendező: Puskás Tivadar, 2010)
- Móricz – Kocsák – Miklós: Légy jó mindhalálig - Valkay tanár úr (Kisvárdai Várszínház, rendező: Nagy Lóránt, 2009)
- Móricz – Kocsák – Miklós: Légy jó mindhalálig - Nagy úr; Báthori tanár úr (Kisvárdai Várszínház, rendező: Nagy Lóránt, 2009)
- Várkonyi – Miklós: Néró és a Sztárcsinálók - Hírhozó (Óbudai Nyár, rendező: Nagy Viktor, 2009)
- Kemény – Kocsák – Baróthy – Miklós: Kiálts a szeretetért! - Riporter; Pap; Fotós; Mehdi; Káli I; Orvos (Kisvárdai Várszínház, rendező: Miklós Tibor, 2008)
- Margoshes – Levy – Fernandez: Fame - Jose (Joe) Vegas (Kisvárdai Várszínház, rendező: Miklós Tibor, 2007)
- Tábori – Kocsák – Miklós: Utazás - Robi, a sofőr (Szegedi Nemzeti Színház, rendező: Nagy Lóránt, 2006)
- Tábori – Kocsák – Miklós: Utazás - Szovjet tiszt (Ferencvárosi Nyári Játékok, rendező: Nagy Lóránt, 2006)
- Gárdonyi – Várkonyi – Béres: Egri Csillagok - Jumurdzsák (Kisvárdai Várszínház, rendező: Nagy Lóránt, 2005)
- Kipling – Dés – Geszti – Békés: A dzsungel könyve - Majom király; Férfi IV. (Kisvárdai Várszínház, rendező: Péter Csaba, 2004)
- Boldizsár – Szörényi – Bródy: István, a király - Solt, magyar úr (Szegedi Nemzeti Színház, rendező: Janik László, 2004)
- Tolcsvay – Müller P. – Müller P. Sz.: Mária evangéliuma - Gáspár; Menyhért (Kisvárdai Várszínház, rendező: Nagy Lóránt, 2004)
- Szentmihályi – Szörényi – Bródy: A kiátkozott - Arbuz, kun alvezér (Kisvárdai Várszínház, rendező: Nagy Lóránt, 2003)
- Webber – Rice: József és a színes szélesvásznú álomkabát - Júda; Pék (Kisvárdai Várszínház, rendező: Péter Csaba, 2002)
- Boldizsár – Szörényi – Bródy: István, a király - Regős (Kézdivásárhelyi Sokadalom, rendező: Nagy Lóránt, 2002)
- Dickens – Tolcsvay – Müller P. – Müller P. Sz.: Isten pénze - Péter (Kisvárdai Várszínház, rendező: Nagy Lóránt, 2001)
- Dickens – Tolcsvay – Müller P. – Müller P. Sz.: Isten pénze - kis Scrooge (Kisvárdai Várszínház, rendező: Nagy Lóránt, 2000)
- Tolsztoj – Kocsák – Miklós: Anna Karenina - Szerjózsa, Anna kisfia (Kisvárdai Várszínház, rendező: Miklós Tibor, 1999)
- Tábori – Kocsák – Miklós: Utazás - Billy Rhinalder, amerikai kisfiú (Kisvárdai Várszínház, rendező: Miklós Tibor, 1998)
- Molnár – Kocsák – Miklós: A vörös malom - Ördögkommandó (Kisvárdai Várszínház, rendező: Nagy Lóránt, Ragány Zoltán, 1998)

## Klipek
| Hely | Zene                | YouTube megtekintés | Megjelenés dátuma   |
| ---- | ------------------- | ------------------- | ------------------- |
| 1.   | Európa 2020         | 3,810 millió        | 2020. március 22.   |
| 2.   | Nemzeti Dal         | 1,423 millió        | 2022. március 10.   |
| 3.   | Drága Hazám         | 1,406 millió        | 2020. augusztus 20. |
| 4.   | Eltévedt szép világ | 0,702 millió        | 2021. január 07.    |
| 5.   | Europe 2020         | 0,649 millió        | 2020. május 29.     |
| 6.   | Mindenki szurkol    | 0,435 millió        | 2021. június 07.    |
| 7.   | Halleluja           | 0,300 millió        | 2020. december 23.  |
| 8.   | OMEGA Medley        | 0,284 millió        | 2021. november 18.  |
| 9.   | Szerepek            | 0,309 millió        | 2018. március 07.   |

Frissítve: 2024. 11. 27.

## Díjai
- A legjobb férfi mellékszereplő – XIV. Magyar Teátrum Nyári Fesztivál (2024)
- Magyar Bronz Érdemkereszt (2022)
- A legjobb férfi mellékszereplő – VII. Magyar Teátrum Nyári Fesztivál (2018)
- Színházat vegyenek! - színházmarketing díj 2 kategóriában (2017)
- DoktoRock Színtársulatért-díj (2016)
- II. Bábos Drámaíró Verseny – közönségdíjas csapat tagja (2015)
- DoktoRock Színtársulatért-díj (2011)
- Pro Urbe Kisvárda (A DoktoRock Színtársulat tagjaként, 2015)